# 交響曲第70番 (ハイドン)
交響曲第70番 ニ長調 Hob. I:70 は、フランツ・ヨーゼフ・ハイドンが作曲した交響曲。
ハイドン研究家として著名なH.C.ロビンス・ランドンが、「ハイドンの最も興味深い交響曲のひとつ」として挙げたことで知られる。

## 概要
1779年12月に、火災ののち再建されることになったエステルハージ宮殿の劇場の定礎を記念して作曲された。対位法の大規模な使用が大きな特徴で、ランドンは「先人たちや同時代人たちの中にあって、ヘラクレスのように突出した作品」と形容している。

## 楽器編成
本作以降のハイドンの交響曲では常にフルートが使用されるが、これは1778年4月からフルート奏者がエステルハージ侯爵家の楽団に加わったことを反映している。トランペットとティンパニは後から加えられた。
| 木管         | 木管 | 金管         | 金管         | 打         | 打       | 弦              | 弦 |
| ------------ | ---- | ------------ | ------------ | ---------- | -------- | --------------- | -- |
| フルート     | 1    | ホルン       | 2            | ティンパニ | ●        | 第1ヴァイオリン | ●  |
| オーボエ     | 2    | トランペット | 2            | 他         |          | 第2ヴァイオリン | ●  |
| クラリネット | 0    | 他           |              | 他         | ヴィオラ | ●               |    |
| ファゴット   | 2    | 他           | チェロ       | 他         | ●        |                 |    |
| 他           |      | 他           | コントラバス | 他         | ●        |                 |    |

## 構成
全4楽章、演奏時間は約20分。
- 第1楽章 ヴィヴァーチェ・コン・ブリオ
ニ長調、4分の3拍子、ソナタ形式。

祝祭的な雰囲気を持ち、ランドンは当初劇場用の序曲として書かれたものと推測している[1]。

- 第2楽章 二重対位法によるカノンの一種：アンダンテ
ニ短調、4分の2拍子。二重変奏曲形式。

「二重対位法によるカノンの一種」（Specie d'un canone in contrapunto doppio）と題がつけられており、ニ短調の主題（A）とニ長調の主題（B）の2つが「A-B-A1-B1-A2」のように交互に変奏される。2声で書かれた冒頭は、後に上下の声部が交換される。

- 第3楽章 メヌエット：アレグレット - トリオ - コーダ
ニ長調、4分の3拍子。三部形式。

ハイドンの交響曲のメヌエットには珍しく、コーダを持っている[2]。

- 第4楽章 フィナーレ：アレグロ・コン・ブリオ
ニ短調 - ニ長調、2分の2拍子（アラ・ブレーヴェ）、3つの主題を持つフーガ。

冒頭で同音連打が主題を予示し、その後「3つの主題を持ち、二重対位法による」（à 3 soggetti in contrapunto doppio）と記された技巧的なフーガが始まる。「真の力を持つ」フーガとランドンが評した[3]。最後の部分でニ長調に転調する。